# Seznam sopek Havajských ostrovů a Tichého oceánu
Seznam sopek Havajských ostrovů a Tichého oceánu uvádí sopky na některých ostrovech Tichého oceánu (Velikonoční ostrov, Společenské ostrovy, Nový Zéland, Havajské ostrovy) v členění podle států

## Chile

### Velikonoční ostrov
| Název           | Forma          | Výška (m) | Souřadnice   | Souřadnice    | Poslední erupce |
| Název           | Forma          | Výška (m) | Zem. šířka   | Zem. délka    | Poslední erupce |
| --------------- | -------------- | --------- | ------------ | ------------- | --------------- |
| Maunga Terevaka | štítový vulkán | 507       | 27°05'00'' S | 109°27'00'' W | ???             |
| Poike           | stratovulkán   | 412       | 27°07'00'' S | 109°16'00'' W | ???             |
| Rano Kau        | stratovulkán   | 324       | 27°11'00'' S | 109°26'00'' W | ???             |

## Francie

### Společenské ostrovy
| Název      | Forma            | Výška (m) | Souřadnice   | Souřadnice    | Poslední erupce |
| Název      | Forma            | Výška (m) | Zem. šířka   | Zem. délka    | Poslední erupce |
| ---------- | ---------------- | --------- | ------------ | ------------- | --------------- |
| Mehetia    | stratovulkán     | 435       | 17°52'00'' S | 148°04'00'' W | ???             |
| Moua Pihaa | podmořský vulkán | - 180     | 18°19'00'' S | 148°40'00'' W | ???             |
| Rocard     | podmořský vulkán | - 2100    | 17°38'30'' S | 148°36'00'' W | ???             |
| Teahitia   | podmořský vulkán | - 1600    | 17°34'00'' S | 148°51'00'' W | ???             |

## Nový Zéland

### Ostrovy protinožců
| Název          | Forma                | Výška (m) | Souřadnice   | Souřadnice    | Poslední erupce |
| Název          | Forma                | Výška (m) | Zem. šířka   | Zem. délka    | Poslední erupce |
| -------------- | -------------------- | --------- | ------------ | ------------- | --------------- |
| Mount Galloway | pyroklastické kužele | 402       | 49°41'00'' S | 178°46'00'' E | ???             |

## Tichý oceán
| Název              | Forma            | Výška (m) | Souřadnice   | Souřadnice    | Poslední erupce |
| Název              | Forma            | Výška (m) | Zem. šířka   | Zem. délka    | Poslední erupce |
| ------------------ | ---------------- | --------- | ------------ | ------------- | --------------- |
| „bez jména“        | podmořský vulkán | - 2533    | 31°45'00'' N | 124°15'00'' w | ???             |
| „bez jména“        | podmořský vulkán | - 2500    | 9°49'00'' N  | 104°30'00'' w | 1992            |
| „bez jména“        | podmořský vulkán | - 2566    | 17°26'10'' S | 113°12'22'' w | 1991            |
| „bez jména“        | podmořský vulkán | - 1000    | 53°54'00'' S | 140°18'00'' w | ???             |
| „bez jména“        | podmořský vulkán | ???       | 55°58'00'' S | 143°10'00'' w | ???             |
| Adams Seamount     | podmořský vulkán | - 59      | 25°22'00'' S | 129°16'00'' W | 50 před Kr.     |
| Axial Segment      | podmořský vulkán | - 1410    | 45°57'00'' N | 130°00'00'' W | 1998            |
| Cleft Segment      | podmořský vulkán | - 2140    | 44°50'00'' N | 130°18'00'' W | 1986            |
| Coaxial Segment    | podmořský vulkán | - 2400    | 46°31'00'' N | 129°35'00'' W | 1993            |
| Galapážský rift    | podmořský vulkán | - 2430    | 0°47'30'' N  | 86°09'00'' W  | 1972            |
| Macdonald Seamount | podmořský vulkán | - 27      | 28°59'00'' S | 140°15'00'' W | 1989            |
| North Gorda Ridge  | podmořský vulkán | - 3000    | 42°40'00'' N | 126°47'00'' W | 1996            |

## USA

### Havajské ostrovy
| Název     | Forma            | Výška (m) | Souřadnice   | Souřadnice    | Poslední erupce |
| Název     | Forma            | Výška (m) | Zem. šířka   | Zem. délka    | Poslední erupce |
| --------- | ---------------- | --------- | ------------ | ------------- | --------------- |
| Haleakala | štítový vulkán   | 3055      | 20°42'30'' N | 156°15'00'' W | 1750            |
| Hualalai  | štítový vulkán   | 2523      | 19°41'30'' N | 155°52'00'' W | 1801            |
| Loihi     | podmořský vulkán | - 975     | 18°55'00'' N | 155°16'00'' W | 1996            |
| Kilauea   | štítový vulkán   | 1222      | 19°25'30'' N | 155°17'30'' W | 2007            |
| Mauna Kea | štítový vulkán   | 4205      | 19°49'00'' N | 155°28'00'' W | 2460 před Kr.   |
| Mauna Loa | štítový vulkán   | 4170      | 19°28'30'' N | 155°36'30'' W | 2022            |